# Krásné Loučky (przystanek kolejowy)
Krásné Loučky – przystanek kolejowy w Krásnych Loučkach, w kraju morawsko-śląskim, w Czechach. Znajduje się na wysokości 350 m n.p.m. i leży na linii kolejowej nr 292 oraz polskiej linii nr 333, która na odcinku Głuchołazy – Karniów – granica państwa Karniów-Pietrowice Głubczyckie biegnie równocześnie z linią 292.